# Дашкевич, Вацлав Теофилович
Вацлав Теофилович Дашкевич (24 января 1893, Датново Ковенской губ — 18 января 1958, Москва) — полковник ВС СССР, генерал бригады Народного Войска Польского.

## Биография

### Первая мировая война
Окончил два класса средней сельскохозяйственной школы в Ковно, в августе 1914 года мобилизован в Русскую императорскую армию. Унтер-офицер пехотного полка, участник боёв против Германии. С июля по декабрь 1916 года — курсант Псковской офицерской школы, произведён в подпоручики. Командир взвода и командир роты в 548-м Чугуевском пехотном полку. С апреля по август 1917 года — командир 1-го польского стрелкового полка запаса (Революционного польского полка) в Белгороде. Активный деятель Февральской революции, член полкового комитета. Участвовал в его переходе на сторону большевиков.

### Гражданская война
С мая 1917 года — член Белгородской организации РСДРП. С 10 августа 1917 года — помощник командира стрелкового полка в Минске. Во время Октябрьской революции участвовал в захвате здания Главпочты Минска и стал её комиссаром. В ноябре 1917 года был ранен в одном из боёв. С декабря 1917 года командир 1-го революционного полка имени Совета рабочих депутатов. С февраля 1918 года — инструктор курсов командиров РККА, с августа 1918 года — командир батальона 63-го пехотного полка. С 3 декабря 1918 по 22 октября 1922 года слушатель Военной академии имени М. В. Фрунзе, участник сражений против Белого движения. С мая по ноябрь 1919 года — командир бригады в 52-й стрелковой дивизии РККА. С август по декабрь 1920 года участник Советско-польской войны, и.о. начальника штаба 1-й польской красной армии.

### Межвоенные годы
Окончив военную академию, Дашкевич продолжил службу в РККА. Был командиром полка 2-й стрелковой дивизии, с 10 августа 1923 года — заместитель начальника штаба военного округа, с начала 1926 года — офицер военной разведки, сотрудник дипломатической службы и военной промышленности. С 8 августа 1931 года возобновил строевую службу, заместитель начальника штаба стрелкового корпуса.
В 1935 году окончил оперативный факультет Военной академии имени М. В. Фрунзе, стал преподавателем и ассистентом кафедры общей тактики на курсах танковых войск. Полковник РККА (декабрь 1935), в 1938 году начал готовить работу для получения звания доцента по общей тактики, однако был уволен в запас. 15 февраля 1940 года восстановлен на службе как заместитель командира учебных курсов офицеров. С 15 декабря 1940 по 15 апреля 1944 года преподавал в Военной академии РККА в Москве.

### Великая Отечественная война
До 15 апреля 1944 года полковник Дашкевич не принимал участие в боевых действиях, пока не был отправлен в Войско Польское, став заместителем командира по вопросам организационной тактики при Высшей офицерской школе Вооружённых сил Польши в СССР (г. Рязань). До 12 июня 1944 года — исполняющий обязанности её коменданта. 6 октября 1944 года сложил с себя все полномочия (по одной версии, 5 августа генерал-майор РККА и бригадный генерал Войска Польского В.Н.Мартанус заявил о неспособности Дашкевича исполнять обязанности). 11 октября назначен начальником инспектората Центра обучения офицеров.

### После войны
С 1 июня 1945 года занимал должность заместителя начальника отдела офицерских пехотных училищ в Департаменте пехоты и кавалерии Министерства национальной обороны Польши. С 10 сентября 1945 года исполнял обязанности начальника штаба 5-го военного округа в Кракове. 14 декабря 1945 года решением Президиума Государственного народного совета Польши произведён в генерал бригады с правом ношения знаков отличия от 24 декабря и старшинством с 1 января 1946 года. 2 мая 1946 года получил благодарность от генерала бригады Николая Прус-Венцковского, включён в Генеральный штаб Войска Польского как начальник 7-го отдела боевого обучения. 28 декабря 1946 года закончил службу в Войске Польском и вернулся в СССР.
Награждён советскими орденами Ленина и Отечественной войны I степени, медалью «За победу над Германией в Великой Отечественной войне 1941—1945 гг.» и польским орденом Возрождения Польши (офицерский крест, IV степень). С 1967 года его имя получил Учебный центр инженерно-строительной службы Войска Польского.